# 哈曼斯多夫
哈曼斯多夫是奥地利下奥地利州科尔新堡县的一个市镇。总面积55.55平方公里，总人口3666人，人口密度66.0人/平方公里（2005年）。